# والاس و گرومیت: نفرین موجود خرگوش‌نما
والاس و گرومیت: نفرین موجود خرگوش‌نما (به انگلیسی: Wallace & Gromit: The Curse of the Were-Rabbit) یک پویانمایی ساخته شده با تکنیک استاپ‌موشن در سال ۲۰۰۵ است که از سری والاس و گرومیت بوده که توسط آردمن انیمیشن و دریم‌ورکس در بریتانیا ساخته شده؛ و در همان سال نیز موفق به دریافت جایزه اسکار بهترین فیلم پویانمایی شد داستان این انیمیشن از ان قرار است که والاس و گرومیت به کار خرگوش‌گیری می‌شوند وپس مدتی وارد خانه یک خانم اشراف‌زاده می‌شود و بایک شکارچی روبرو می‌شوند که مخالف شیوه آنان است تا اینکه این خانم پیشنهاد می‌دهد که خرگوش هارا از خوردن سبزیجات زده کند شب هنگام موقعی ماه کامل است آنها این کار را انجام می‌دهند ولی به دلیل دستکاری والاس دستگاه خراب شده و جای مغز اوبا یک خرگوش عوض می‌شود واین خود باعث بروز داستان‌ها و اتفاقات عجیب و غریبی می‌شود.

## خلاصه فیلم
یک فیلم کمدی ماورایی طبیعی انیمیشن است که در سال ۲۰۰۵ توسط Aardman Animations با همکاری دریم‌ورکز ساخته شده‌است. United International Pictures این فیلم را در انگلستان توزیع کرد و این آخرین فیلم انیمیشن دریم‌ورکز بود که توسط دریم‌ورکز در ایالات متحده توزیع شد. این کار توسط نیک پارک و استیو باکس به عنوان دومین فیلم بلند ساخته شد. توسط Aardman After Chicken Run (2000). این فیلم در ۴ سپتامبر ۲۰۰۵ در سیدنی استرالیا به نمایش درآمد، پیش از اکران در سینماها در ایالات متحده در ۷ اکتبر ۲۰۰۵ و یک هفته بعد در ۱۴ اکتبر ۲۰۰۵ در انگلستان منتشر شد.
این فیلم بازیگران گسترده‌ای را نسبت به فیلم‌های کوتاه قبلی والاس و گرومیت، با صداپیشگی از جمله هلنا بنهام کارتر و رالف فینز به نمایش می‌گذارد. این یک موفقیت مهم و تجاری بود و توانست تعدادی از جوایز فیلم از جمله اسکار بهترین فیلم برتر را از آن خود کند، و آن را به عنوان دومین فیلم از دریم ورکز برای برنده شدن (بعد از شرک)، و همچنین دومین فیلم انیمیشن غیر آمریکایی و دومین فیلم انیمیشن غیر رایانه ای که پس از Spirited Away این موفقیت را کسب کرده‌است.

## طرح کلی
مسابقات سالانه غول پیکر سبزیجات تاتینگتون هال هدیه طلایی را به عنوان جایزه خود نزدیک است. والاس و گرومیت با حمایت از سبزیجات اهالی شهر، یک تجارت انسانی کنترل آفات، "آنتی-پستو" (Anti-Pesto) ارائه می‌دهند. عصر روز پس از دستگیری خرگوشهایی که در باغ لیدی توتینگتون پیدا شده بودند، والاس با استفاده از جدیدترین اختراع خود، "Mind Manulationulation-O-Matic"، برای شستشوی مغزی طرحی را در پیش گرفت تا آنها را علیه سبزیجات معکوس کند. همه چیز خوب پیش می‌رود تا اینکه والاس به‌طور تصادفی سوئیچ دستگاه را به "BLOW" لگد می‌زند و یک خرگوش به سر والاس گیر می‌کند و باعث می‌شود ذهنشان قبل از قطع شدن برق مخلوط شود. با این حال، به نظر می‌رسد این انتقال کارساز بوده‌است، زیرا خرگوش علاقه ای به سبزیجات نشان نمی‌دهد. آنها اسم خرگوش را هاچ گذاشته و او را در قفس قرار می‌دهند.
در آن شب، یک خرگوش غول پیکر بسیاری از سبزیجات این شهر را می‌بلعد. در یک جلسه شهر، شکارچی لرد ویکتور کوارترمین پیشنهاد شلیک به خرگوش را می‌کند، اما لیدی توتینگتون مردم شهر را ترغیب می‌کند تا به خدمات آنتی-پستو ادامه دهند. پس از یک تلاش ناموفق، والاس مشکوک می‌شود که ممکن است هاچ آن خرگوش باشد و او را در یک قفس با امنیت بالا محبوس کند. ویکتور، که به دنبال جادوگری لیدی توتینگتون است، والاس را در جنگل تا گوشه ای دنبال می‌کند، اما والاس در زیر نور ماه کامل به خرگوش خرس تبدیل می‌شود و فرار می‌کند. گرومیت برای محافظت از والاس خانه را فریب می‌دهد. ویکتور سه گلوله طلای «۲۴ هویج» از ویکار به دست می‌آورد تا برا کشتن والاس از آن استفاده کند.
در روز مسابقه سبزیجات، گرومیت والاس را متقاعد می‌کند که او واقعاً خرگوش است، و باید Mind-o-Matic را اصلاح کند. لیدی توتینگتون که علاقه زیادی به والاس پیدا کرده‌است، از وی دیدار می‌کند و از وی در مورد نقشه ویکتور می‌گوید. با طلوع ماه، والاس شروع به تغییر شکل می‌کند و با عجله بانوی توتینگتون را مجبور به ترک می‌کند. ویکتور می‌رسد و سعی می‌کند با گلوله‌های طلایی، والاس را به عنوان خرگوش Were-Rabbit بکشد. گرومیت با استفاده از لباس خرگوش باعث ایجاد حواس‌پرتی می‌شود تا والاس بتواند فرار کند و ویکتور او را تعقیب می‌کند. گرومیت کار با هاچ، که ویژگی‌های والاس مانند اشتهای او برای پنیر را ایجاد کرده‌است، شروع به کار می‌کند و قصد دارد از مغز غول پیکر خود به عنوان طعمه استفاده کند تا والاس را به جلب امنیت برساند.
والاس، همان‌طور که خرگوش با بودن، در نمایشگاه هرج و مرج ایجاد می‌کند. ویکتور با استفاده از تمام گلوله‌های طلای خود، جایزه هویج طلایی را می‌گیرد تا از آن به عنوان مهمات استفاده کند. والاس لیدی توتینگتون را در بالای تالینگتون هال حمل می‌کند، جایی که متوجه ارتباط والاس با خرگوش می‌شود. ویکتور او را تعقیب می‌کند، و او فاش می‌کند که فقط می‌خواهد بانوی توتینگتون را برای پولش تحت تأثیر قرار دهد. فیلیپ، سگ ویکتور، گرومیت را درگیر جنگ سگهایی در هواپیماهایی می‌کند که از یک جاذبه نمایشگاه درست شده‌است. گرومیت هواپیمای فیلیپ را به زمین می‌فرستد، سپس هواپیمای خود را به سمت خط آتش ویکتور هدایت می‌کند زیرا ویکتور به والاس شلیک می‌کند و باعث می‌شود گلوله به جای آن به هواپیما برخورد کند. هواپیمای آسیب دیده سقوط می‌کند و والاس برای گرفتن گرومیت می‌پرد و خود را فدای سقوط آنها در چادر پنیر می‌کند.
ویکتور از پیروزی خود ابراز خوشحالی می‌کند، اما لیدی توتینگتون با هویج غول پیکرش او را می‌زند و او به داخل چادر می‌افتد. برای محافظت از والاس از مردم شهر عصبانی، گرومیت به سرعت ویکتور را به عنوان خرگوش با لباس خرگوش مبدل می‌کند و مردم شهر او را بدرقه می‌کنند. والاس دوباره به خود انسانی خود تغییر شکل داده و مرده به نظر می‌رسد، اما گرومیت از مقداری پنیر متعفن برای احیای او استفاده می‌کند. لیدی توتینگتون به گرومیت هویج طلایی را اعطا می‌کند و محوطه سالن توتینگتون را به زیستگاهی برای هاچ و خرگوش‌های دیگر تبدیل می‌کند.

## بازیگران
- پیتر سالیس به عنوان والاس، خوش‌اخلاق در عین حال عجیب و غریب، غایب ذهن و مبتکر تصادف و علاقه فراوان به پنیر دارد، که به همراه سگ و بهترین دوستش، گرومیت، ضد پستو را اداره می‌کند.
  - سالیس همچنین صدای هاچ، خرگوش اسیری را که به تدریج چندین رفتار والاس را ایجاد می‌کند، فراهم می‌کند - گفتگوی او کاملاً شامل عبارات و جملاتی است که قبلاً توسط والاس گفته شده بود - پس از تلاش برای تغییر ذهن و بدرفتاری وی در ابتدا Were-Rabbit صدای سالیس به صورت دیجیتالی شتاب گرفت تا صدای هاتچ ایجاد شود.
    - گرومیت سگ ساکت، شجاع و بسیار باهوش والاس است که به شدت مراقب ارباب خود است و هر زمان مشکلی پیش آمد او را نجات می‌دهد.
- رالف فاینس به عنوان لرد ویکتور کواترمینین، یک طبقه بالا مرز بی رحمانه و یک شکارچی مغرور است که از لیدی توتینگتون خواستگاری می‌کند. او نوار چسب می‌پوشد و والاس و گرومیت را تحقیر می‌کند.
  - فیلیپ سگ شکاری شرور اما ترسو و تیره و تار ویکتور است که شبیه یک بول تریر است. او خیلی ترسو است که نمی‌تواند با Were-Rabbit روبرو شود بنابراین در عوض گرومیت را هدف قرار می‌دهد.
- هلنا بونهام کارتر به عنوان لیدی کامپانولا توتینگتون، یک دوچرخه سوار اشرافی ثروتمند که علاقه زیادی به باغبانی سبزیجات و حیوانات "کرکی" دارد. به مدت ۵۱۷ سال، خانواده توتینگتون هر ساله یک مسابقه سالانه سبزیجات را در املاک خود برگزار می‌کنند. لیدی توتینگتون از والاس می‌خواهد که او را "توتی" (که اصطلاح انگلیسی آن برای زنان جذاب است) بنامد و علاقه عاشقانه ای به او ایجاد می‌کند. نام خانوادگی وی، کامپانولا، نام علمی یک زنگوله است و نام خانوادگی وی از دهکده لنکاوی توتینگتون گرفته شده‌است.
- پیتر کی به عنوان پاسبان پلیس آلبرت مکینتاش، پلیس محلی روستا که قضاوت در مسابقه سبزیجات عظیم را انجام می‌دهد، اگرچه او ترجیح می‌دهد که این مسابقه "مشکل ساز" اتفاق نیفتد.
- نیکلاس اسمیت به عنوان احترام کلمنت هجز، محلی احمقانه نایب السلطنه و اولین ساکن که شاهد Were-Rabbit بود می‌باشد.
- دیکن اشورث و لیز اسمیت به عنوان آقا و خانم مالچ، رقیبان سبزیجات و مشتری‌های ضد پستو والاس و گرومیت هستند.
- ادوارد کلسی به عنوان آقای گروباگ، ساکن مسن محله والاس و گرومیت و یکی از اعضای بنیانگذار شورای پرورش گیاهان شهر است.
- جرالدین مک ایوان به عنوان خانم تریپ، یک مشتری ضد پستو است. مک ایوان بار دیگر نقش خود را در "یک موضوع از قرص و مرگ" "تکرار کرد.

## تولید
در مارس ۲۰۰۰، رسماً اعلام شد که والاس و گرومیت قرار است در فیلم سینمایی خودشان بازی کنند. این فیلم بعدی آردمان بعد از لاک پشت و خرگوش بود، که بعداً به دلیل مسائل فیلمنامه توسط استودیو رها شد.
کارگردانان، نیک پارک و استیو باکس، اغلب از این فیلم به عنوان «اولین فیلم ترسناک گیاهی» در جهان یاد کرده‌اند. در این فیلم پیتر سالیس (صدای والاس) با رالف فاینس (در نقش لرد ویکتور کوارترمین)، هلنا بونهام کارتر (در نقش لیدی کامپانولا توتینگتون)، پیتر کی (در نقش کامپیوتر مکینتاش)، نیکلاس اسمیت (در نقش کشیش کلمنت هجز) در فیلم همراه است؛ و لیز اسمیت (در نقش خانم مالچ). همان‌طور که در فیلم‌های کوتاه قبلی مشخص شد، گرومیت شخصیتی ساکت است و صرفاً از طریق زبان بدن ارتباط برقرار می‌کند.
در ابتدا قرار بود این فیلم Wallace & Gromit: The Great Vegetable Plot نامیده شود، اما عنوان آن تغییر کرد، زیرا تحقیقات بازار آن را دوست نداشت. اولین تاریخ انتشار گزارش The Great Vegetable Plot نوامبر ۲۰۰۴ بود. تولید به‌طور رسمی در سپتامبر ۲۰۰۳ آغاز شد و سپس فیلم برای اکران در ۳۰ سپتامبر ۲۰۰۵ تنظیم شد. در ژوئیه ۲۰۰۳، Entertainment Weekly از این فیلم به عنوان Wallace & Gromit: The Curse of the Were-Rabbit نام برد.
پارک به یک مصاحبه‌کننده گفت که پس از نمایش آزمایشی جداگانه با تماشاگران انگلیسی و آمریکایی، به همراه فرزندانشان، این فیلم تغییر یافته‌است تا «برخی از لهجه‌های انگلیسی را کاهش دهد و باعث شود آنها واضح تر صحبت کنند تا مخاطبان آمریکایی بتوانند همه چیز را بهتر درک کنند.» پارک اغلب از روی DreamWorks یادداشت می‌فرستاد، که او را عصبانی می‌کرد. وی یادداشتی را به یاد آورد که ماشین والاس باید شیک تر باشد، که با آن مخالف بود زیرا احساس می‌کرد که به نظر رسیدن ظاهری به سبک کهنه باعث می‌شود این حالت کنایه آمیزتر باشد.
وسیله نقلیه ای که والاس در این فیلم رانندگی می‌کند یک وانت آستین A35 است. با همکاری Aardman در بهار سال ۲۰۰۵، ماکت نمونه ای از جاده توسط برادران مارک و دیوید آرمه، بنیانگذاران ثبت نام بین‌المللی آستین A30 / A35، برای اهداف تبلیغاتی ایجاد شد. در یک سفارشی سازی ۵۰۰ ساعته، یک ون اصلی ۱۹۶۴ قبل از دندان گرفتگی و پریشانی، بازسازی کامل بدنه را انجام داد تا ون مدل مورد استفاده در فیلم را کاملاً تکرار کند. رنگ رسمی ون Preston Green است که به افتخار شهر محل تولد نیک پارک نامگذاری شده‌است. این نام توسط مدیر هنری و مارک آرمه انتخاب شده‌است.

## پخش
اولین نمایش جهانی فیلم در ۴ سپتامبر ۲۰۰۵، در سیدنی، استرالیا بود. این تئاتر در ۱۴ اکتبر ۲۰۰۵ در انگلستان، هنگ کنگ و ایالات متحده به نمایش درآمد. نسخه DVD فیلم در ۷ فوریه ۲۰۰۶ (ایالات متحده) و ۲۰ فوریه ۲۰۰۶ (انگلستان) منتشر شد.

### نمایش خانگی
در منطقه ۲، این فیلم در دو دیسک ویژه شامل Cracking Contraptions، به علاوه تعدادی دیگر از موارد دیگر منتشر شد. در منطقه ۱، این فیلم در ۷ فوریه ۲۰۰۶ بر روی DVD در نسخه‌های عریض و تمام صفحه و VHS منتشر شد. فروشگاه‌های Wal-Mart یک نسخه ویژه با DVD اضافی با نام "Gromit's Tail-Waggin 'DVD" همراه داشتند که شامل شورت‌های آزمایشی ساخته شده برای این تولید بود.
یک بازی همراه، با عنوان Curse of the Were-Rabbit، اکران همزمان با فیلم داشت. یک داستان‌نویسی، والاس و گرومیت: نفرین خرگوش: نفرین شدن فیلم توسط پنی ورمز (ISBN 0-8431-1667-6 ISBN) نیز تولید شد.
این آخرین فیلم انیمیشن DreamWorks بود که در VHS منتشر شد. در ۱۳ مه ۲۰۱۴، به عنوان بخشی از یک مجموعه فیلم سه‌گانه، به همراه فیلم‌های دیگر Aardman / DreamWorks Chicken Run و Flushed Away، مجدداً روی دی وی دی منتشر شد.
نسخه Blu-ray این فیلم توسط Universal Pictures Home Entertainment در ایالات متحده در ۴ ژوئن ۲۰۱۹ منتشر شد.

## بازخورد

### باکس آفیس
Wallace & Gromit: The Curse of the Were-Rabbit در ۳۶۴۵ سینما افتتاح شد و فروش آخر هفته ۱۶ میلیون دلاری داشت و آن را برای آخر هفته در رتبه اول قرار داد. در آخر هفته دوم آن در جایگاه دوم قرار گرفت، فقط ۲۰۰۰۰۰ دلار عقب‌تر از مه. سه هفته متوالی در جهان شماره یک باقی ماند. نفرین خرس خرگوش ۱۹۲٫۶ میلیون دلار در گیشه درآمد داشت که ۵۶٫۱ میلیون دلار آن از ایالات متحده بود. از سپتامبر سال ۲۰۲۰، این دومین فیلم متحرک استاپ موشن با بازدهی بالاترین میزان پس از فرار مرغی، یکی دیگر از فیلم‌های Aardman است.

### نمرات انیمیشن
در راتن تومیتوز، Wallace & Gromit: The Curse of the Were-Rabbit دارای امتیاز تأیید ۹۵٪ بر اساس ۱۸۳ بررسی است، با میانگین امتیاز ۸٫۰۹ / ۱۰. در اجماع انتقادی این وب سایت آمده‌است: "نفرین Were-Rabbit یک ماجراجویی کاملاً لمس کننده و فوق العاده عجیب و غریب با حضور والاس و گرومیت است." منتقدان، نشانگر "تحسین جهانی" است. مخاطبان نظرسنجی شده توسط CinemaScore به فیلم میانگین نمره "B +" در مقیاس A + به F دادند.
در سال ۲۰۱۶، مجله امپایر در لیست ۱۰۰ فیلم برتر انگلیس ۵۱، با ورود به عنوان «لعنت درخشان خرگوش با ایده و انرژی مثبت، طرفداران خیره کننده فیلم را با اشاره‌های مکارانه به همه چیز از وحشت چکش» رتبه ۵۱ را در لیست ۱۰۰ فیلم برتر انگلیس قرار داد.